# شعر كتابي

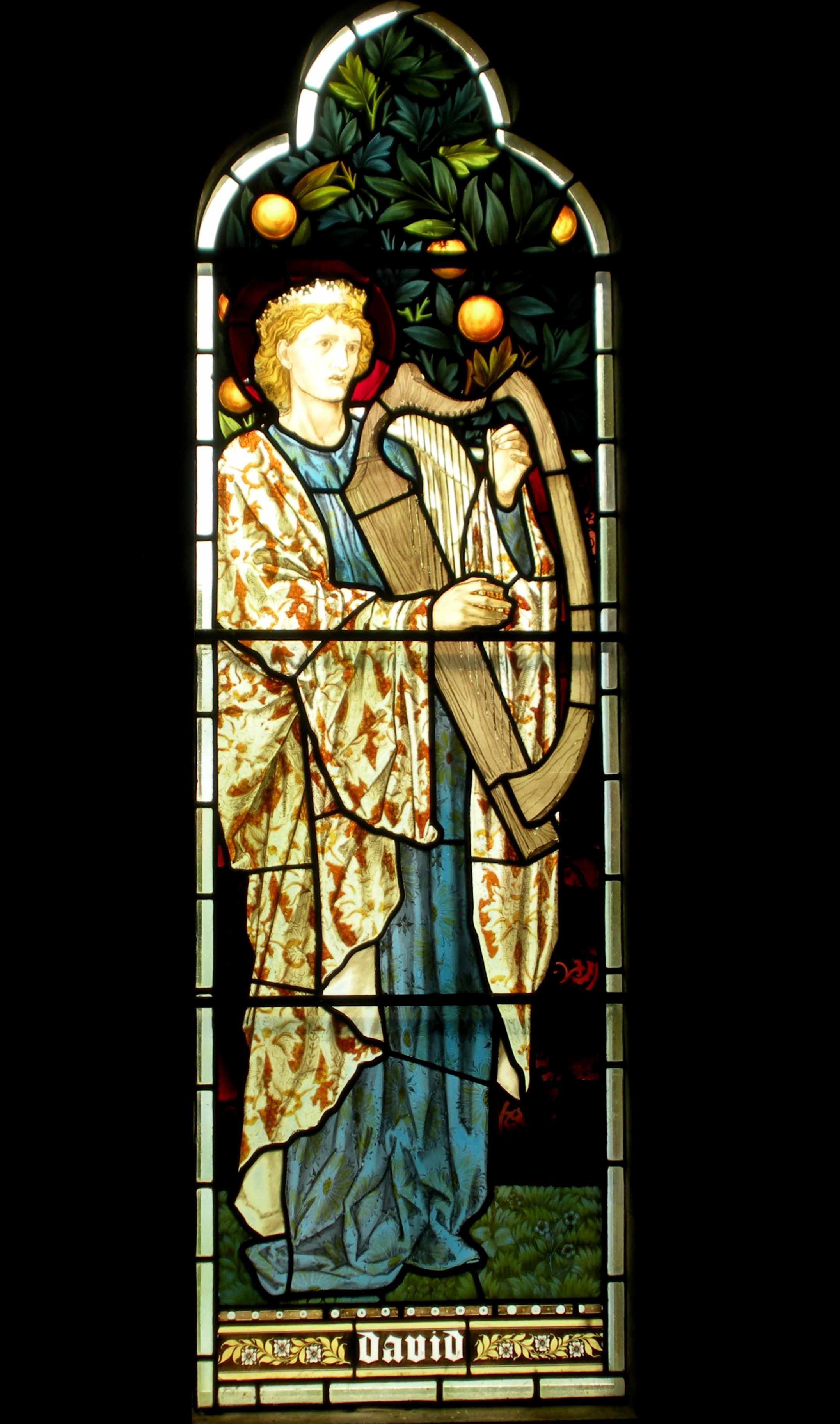

الشعر الكتابي هو مصطلح يشير إلى القطع الشعرية باللغة العبرية المرصعة بين النصوص النثرية للأسفار العبرية من الكتاب العبري، وكذلك إلى الأسفار العبرية المكرسة تماما للشعر وعلى رأسها سفر نشيد الأنشاد وسفر المزامير.
معظم نصوص العهد القديم/التناخ مكتوبة بأسلوب نثري، وهو أمر غير عادي في الأدب الشرقي القديم الذي يتميز بكثرة المؤلفات الشعرية الملحمية (مثل ملحمة جلجامش، الملاحم الأوغاريتية وغيرهما). مع ذلك، توجد بين النصوص النثرية عدد من القطع الشعرية التي يشابه أسلوبها أسلوب الشعر الملحمي المعثور عليه في آثار بلاد الرافدين وبلاد الشأم، وكذلك توجد أسفار مكرسة بشكل خاص للشعر، مثل سفر المزامير، الذي يحتوي على شعر ديني وصلوات، وسفر نشيد الأنشاد الذي يحتوي على شعر حب يهلل الحب بين الرجل والمرأة ويفسر أحيانا في اليهودية كأنه مجاز لحب الله للشعب اليهودي أو في المسيحية كأنه مجاز لحب المسيح للكنيسة.
أبرز القطع الشعرية الواردة بين النصوص الكتابية النثرية هي كما يلي:
- «غناء البحر» - غناء موسى وبني إسرائيل شكرا لله بعد شق البحر الأحمر، سفر الخروج، الأصحاح 15.
- «غناء البئر» - غناء بني إسرائيل شكرا لله على نجاتهم من الهلاك من العطش في بادية سيناء، سفر العدد، الأصحاح 21، 17-20.
- «غناء انصتي ايتها السماوات» (أو «غناء هأزينو») - غناء موسى بن عمران أمام بني إسرائيل قبل دخولهم في بلاد كنعان، سفر التثنية الأصحاح 32.
- «غناء دبورة» - غناء دبورة قاضية أسباط بني إسرائيل بعد انتصار بني إسرائيل على يابين ملك حاصور، سفر القضاة الأصحاح 5.
- «غناء حنة» - غناء حنة امرأة إلقانة بن يروحام شكرا لله على ولادة ابنها صموئيل، سفر صموئيل الأول الأصحاح الثاني 1-10.
- «مرثاة داود» - مرثاة داود على شاؤول بعد وفاة شاؤول في معركة مع الفلستينيين، سفر صموئيل الثاني الأصحاح الأول 18-27.